# L'Âme de Billie Holiday
L'Âme de Billie Holiday est un essai écrit par Marc-Édouard Nabe et paru aux éditions Denoël en 1986.

## Résumé
Le livre est un portrait de la chanteuse de jazz Billie Holiday. L'écrivain avait d'abord écrit un article sur la chanteuse, publié dans L'Infini, dans son édition de l'été 1986.

## Accueil critique
Dans le Canard Enchaîné, Dominique Durand fait une critique élogieuse du livre, qui « tient la route et la mélodie sur plus de deux cents pages sans s'essouffler, sans tomber dans la biographie ni l'hagiographie ».
Francis Marmande pour Le Monde en 1986 décrit le livre comme « un tissu de moments fulgurants et de dérapages surprenants ». Toujours dans Le Monde, en octobre 1991, Michel Contat signale le livre, « évocation digne de son titre, et de Lady Day, par un écrivain provocant, irrécupérable, authentique musicien ».
À l'occasion de la réédition du livre, en 2007, le Figaro Magazine publie une critique positive d'Anthony Palou : L'Âme de Billie Holiday est « un acte d'amour comme devraient l'être tous les bons livres ». Une opinion partagée par Delfeil de Ton, dans le Nouvel Observateur, qui écrit que chaque page « est éclairante, poétique, écrite ».

## Échos
- En août 1993, dans sa rubrique dans Charlie Hebdo, le dessinateur Siné parle du film montrant Billie Holiday chantant « Strange Fruit » et écrit que « Nabe en a parlé d'une façon définitive dans “L'Âme de Billie Holiday” »[7].
- L'ouvrage est référencé dans le dictionnaire britannique The Oxford Companion to Jazz en 2005[8].
- À l'occasion du centenaire de la naissance de Billie Holiday, en avril 2015, le livre est mentionné par une partie de la presse[9],[10].

## Édition
- Marc-Édouard Nabe, L'Âme de Billie Holiday, Denoël, 1986, 248 p.  (ISBN 2207232603). Réédition La Table Ronde, coll. La Petite Vermillon, 2007, 270 p.  (ISBN 9782710329558).